# Adam Wronka
Adam Wronka (ur. 17 lutego 1961) – polski hokeista, trener. 
Jego teść Tadeusz Kacik i syn Patryk Wronka także byli hokeistami.

## Kariera
- Podhale Nowy Targ (1979-1990)
- Cracovia (?)
- CH Gasteiz (1990-1995)

Wieloletni zawodnik Podhala Nowy Targ. W barwach reprezentacji Polski do lat 18 czterokrotnie uczestniczył w turniejach mistrzostw Europy juniorów do lat 18, w tym w edycjach 1978, 1979. W barwach reprezentacji Polski do lat 20 trzykrotnie uczestniczył w turniejach mistrzostw świata juniorów do lat 20 edycji 1980, 1981.
Epizodycznie grał też w Cracovii. Za pośrednictwem Kazimierza Jurka pod koniec grudnia 1990 wyjechał do Hiszpanii. Tam został zawodnikiem i grającym trenerem drużyny Vitoria-Gasteiz (wkrótce za jego sprawą trafił tam także inny Polak, Tadeusz Ryłko). W zespole grał do 1995. Przez kilka lat był zawodnikiem miejscowego zespołu CH Gasteiz w rozgrywkach Superligi. Potem został trenerem w tym klubie. 
Pracował w tym klubie także jako trener w 1997, w sezonach 2000/2001, 2007/2008, od listopada 2011. W styczniu 2020 został ponownie szkoleniowcem tej drużyny pod nazwą Escor Bakh Vitoria/Gasteiz (zastąpił na stanowisku Białorusina Aleksieja Andreua). W klubie podjął take szkolenie grup młodzieżowych. Został trenerem drużyn w klubie HHC Bakh Bipolo Ice Club.

## Sukcesy
Klubowe z Podhalem Nowy Targ
- Srebrny medal mistrzostw Polski: 1980, 1981, 1982, 1986, 1990
- Brązowy medal mistrzostw Polski: 1984, 1985, 1989
- Złoty medal mistrzostw Polski: 1987
- Finał Pucharu „Sportu” i PZHL: 1982, 1988
- Puchar „Sportu” i PZHL: 1985, 1986, 1987